# 鹿児島県社会人サッカーリーグ
鹿児島県社会人サッカーリーグ（かごしまけんしゃかいじんサッカーリーグ）とは、全国の各都道府県にあるサッカーの都道府県リーグのうち、鹿児島県のクラブチームが参加するリーグである。
2018年から株式会社薩摩家がタイトルスポンサーとなっており、正式名称はさつま揚げの薩摩家カップ鹿児島県社会人サッカーリーグである。

## 概要・レギュレーション
2017年に大規模なリーグ再編が行われ、それまでの3部制から新たに6部制となった。ただし、地域リーグは上位リーグへの昇格を目的としていないため、5部と地域リーグ間の昇格・降格は行われない。なお、2026年から5部制への移行を予定している。
1部から5部は1回戦総当たりで行われる。地域リーグは1回戦総当たりの後、各グループ上位4チームによる優勝決定トーナメントを行う。

### リーグ構成
- 1部（8チーム、試合時間80分、選手交代最大5人）
- 2部（8チーム、試合時間80分、選手交代最大5人）
- 3部（8チーム、試合時間70分、選手交代最大7人）
- 4部（8チーム×2グループ、試合時間60分、選手交代最大7人）
- 5部（10チーム×2グループ、試合時間60分、選手交代最大7人）
- 地域リーグ（11チーム、試合時間60分、選手交代制限なし）

### 昇格・降格に関して（2025年）
上述の通り、2026年から5部制への移行を予定しているため、例年と昇格・降格が大きく異なる。
- 1部優勝チームは九州各県リーグ決勝大会の出場権を得る。同大会優勝で九州サッカーリーグに自動昇格、準優勝で九州リーグ9位と入替戦を行う。
- 1部は9チーム制に移行するため、1部8位は2部に自動降格、2部1位・2位は1部に自動昇格。
- 2部から3部への降格はなし。3部1位・2位は2部に自動昇格。
- 3部は2グループ制に移行するため、3部から4部への降格はなし。4部の各グループ1位～5位が3部に自動昇格。
- 4部の各グループ6位および5部の各グループ1位の計4チームによる3部昇格プレーオフを行い、上位2チームが昇格。
- 3部昇格プレーオフの下位2チーム、4部の各グループ7位以下（4チーム）、5部の各グループ2位以下（18チーム）が2026年は4部所属となる。

なお、リーグ戦で2回以上棄権した場合、最終成績に関わらず下部リーグへ降格となる。

## 参加チーム（2025年）

### 1部
- KAJIKI F.C.
- RLANZA KIRISHIMA FC
- A.T.CIELO
- Re.chu
- Liberty.FC
- NIFS KANOYA FC 2ND
- CSKA鹿児島
- 姶良FC

### 2部
- FC.ZCOCK
- ALZUA
- 鹿児島銀行FC
- FC志布志
- Free style
- 海上自衛隊鹿屋
- モンスター霧島GTSC
- 蒲生FC

### 3部
- 鹿大サッカー会
- FC.SUCCESS23
- FCスワローズ
- 霧島市役所サッカー部
- HD（HAYATO Desperados）
- FC.KING
- FC RAYMI
- B・CLUB

## 歴代優勝チーム

### 1部
※九州サッカーリーグ昇格チームは太字で表記
- 2000年（第34回）ユニオンエスペランサFC
- 2001年（第35回）出水SC
- 2002年（第36回）ユニオンエスペランサFC
- 2003年（第37回）鹿屋体育大学クラブ
- 2004年（第38回）NSTドリームス
- 2005年（第39回）OSUMI NIFS UNITED FC
- 2006年（第40回）NSTドリームス
- 2007年（第41回）鹿児島銀行FC
- 2008年（第42回）指宿SC
- 2009年（第43回）OSUMI NIFS UNITED FC
- 2010年（第44回）FC KAGOSHIMA
- 2011年（第45回）Liberty.FC
- 2012年（第46回）A.T.CIELO
- 2013年（第47回）鹿児島銀行FC
- 2014年（第48回）NIFS KANOYA FC
- 2015年（第49回）NIFS KANOYA FC
- 2016年（第50回）Liberty.FC
- 2017年（第51回）Liberty.FC
- 2018年（第52回）鹿児島銀行FC
- 2019年（第53回）鹿児島銀行FC
- 2020年（第54回）NIFS KANOYA FC 2ND
- 2021年（第55回）KAJIKI
- 2022年（第56回）KAJIKI F.C.
- 2023年（第57回）Liberty.FC[3]
- 2024年（第58回）KAJIKI F.C.

### 2部
- 2006年（第40回）Aグループ：鹿大サッカー会 / Bグループ：T.F.C
- 2007年（第41回）Aグループ：Liberty.FC / Bグループ：BIG Small
- 2008年（第42回）Aグループ：FC.ZCOCK / Bグループ：南さつまFCカルチャトーレ金峰
- 2009年（第43回）Aグループ：鹿大サッカー会 / Bグループ：A.T.CIELO
- 2010年（第44回）Aグループ：鹿児島教員足球隊 / Bグループ：FC志布志
- 2011年（第45回）Aグループ：鹿大サッカー会 / Bグループ：PARACIMA FC
- 2012年（第46回）Aグループ：Free style / Bグループ：大隅NIFS FC
- 2013年（第47回）Aグループ：姶良FC / Bグループ：国分自衛隊サッカー部
- 2014年（第48回）Aグループ：NIFS KANOYA FC 2ND / Bグループ：霧島レッズ
- 2015年（第49回）Aグループ：鹿大サッカー会 / Bグループ：指宿SC
- 2016年（第50回）Aグループ：海上自衛隊鹿屋 / Bグループ：鹿児島市役所サッカー部
- 2017年（第51回）FCレインディア
- 2018年（第52回）鹿児島市役所サッカー部
- 2019年（第53回）鹿大サッカー会
- 2020年（第54回）KAJIKI
- 2021年（第55回）FC.ZCOCK
- 2022年（第56回）姶良FC
- 2023年（第57回）Re.chu[3]
- 2024年（第58回）CSKA鹿児島

## 2016年までの概要・レギュレーション
鹿児島県社会人サッカーリーグは3部構成（1部、2部、地域リーグ（ミドルリーグ含む））となっている（2014年度）
- 1部 (8チーム)
- 2部 (Aグループ、Bグループ　16チーム)
- 地域リーグ（鹿児島A～鹿児島E、指宿･南薩、川薩･伊佐、北薩、姶良･霧島市A、姶良･霧島市B、大隅 76チーム)
- ミドルリーグ (Aグループ、Bグループ　17チーム)

合計117チーム 全てのカテゴリで1回戦総当りで行う

### 昇格に関して
1部の1位は九州各県リーグ決勝大会の参加権を得る。原則として同大会優勝で九州サッカーリーグに自動昇格、準優勝で9位チームと入れ替え戦を行う
2部各グループ1位が1部に自動昇格する
地域リーグ各グループ1位チームによる入れ替え戦をトーナメントで行い、ベスト4の4チームが2部へ昇格する
また、1部の下位2チーム、2部の各グループ下位2チームが、下部のリーグへ降格する
尚、昇降格に関しては、JFL・九州リーグの昇格降格数により変更があり、詳しくは社会人委員会により協議のうえ決定する

## 鹿児島県社会人サッカーリーグ (2006年から2014年)

### 2014年
1部リーグ
鹿児島銀行FC
NIFS KANOYA FC
Liberty.FC
鹿児島教員足球隊
FC.ZCOCK
A.T.CIELO
姶良FC
国分自衛隊サッカー部
2部リーグ
| Aグループ 指宿サッカークラブ FCレインディア 鹿大サッカー会 京セラ川内サッカー部 鹿児島市役所サッカー部 郡山蹴会 ALZUA NIFS KANOYA FC2ND | Bグループ Free style FC Amairo FCスワローズ 霧島レッズ 市来プレミアム T.F.C S.UNITED.Ing 牧之原ＦＣ |

### 2013年
1部リーグ
1. 鹿児島銀行FC
2. 大隅NIFS FC
3. Liberty.FC
4. 鹿児島教員足球隊
5. FC．ZCOCK
6. A．T．CIELO
7. 指宿サッカークラブ
8. Free style

2部リーグ
| Aグループ 1. 姶良FC 2. FC Amairo 3. 鹿大サッカー会 4. 霧島レッズ 5. 鹿児島市役所サッカー部 6. T.F.C 7. N・S・T DREAMS 8. 野田710クラブ | Bグループ 1. 国分自衛隊サッカー部 2. FCレインディア 3. FCスワローズ 4. 京セラ川内サッカー部 5. 市来プレミアム 6. 郡山蹴会 7. FC志布志 8. ユーカリサッカークラブ |

### 2012年
1部リーグ
1. A．T．CIELO
2. 鹿児島教員足球隊
3. 指宿サッカークラブ
4. 鹿児島銀行FC
5. FC．ZCOCK
6. 鹿大サッカー会
7. FCスワローズ
8. PARACIMA FC

2部リーグ
| Aグループ 1. Free style 2. 市来プレミアム 3. T.F.C 4. FC志布志 5. N・S・T DREAMS 6. ユーカリサッカークラブ 7. S60 8. 南さつまFC カルチャトーレ金峰 | Bグループ 1. 大隅NIFS FC 2. FC Amairo 3. 郡山蹴会 4. 霧島レッズ 5. 国分自衛隊サッカー部 6. 姶良FC 7. K.EAST錦江 8. 海上自衛隊鹿屋 |

### 2011年
1部リーグ
1. Liberty.FC
2. A．T．CIELO
3. 鹿児島銀行FC
4. 指宿サッカークラブ
5. FC．ZCOCK
6. 鹿児島教員足球隊
7. FCスワローズ
8. FC志布志

2部リーグ
| Aグループ 1. 鹿大サッカー会 2. 大隅NIFS FC 3. 南さつまFC カルチャトーレ金峰 4. 国分自衛隊サッカー部 5. N・S・T DREAMS 6. 姶良FC 7. K.EAST錦江 8. そうしんF.C | Bグループ 1. PARACIMA FC 2. T.F.C 3. 霧島レッズ 4. 市来プレミアム 5. 郡山蹴会 6. ユーカリサッカークラブ 7. 蒲生ＦＣ 8. FC.SUCCESS23 |

### 2010年
1部リーグ
1. FC KAGOSHIMA
2. Liberty.FC
3. 鹿児島銀行FC
4. FCスワローズ
5. A.T.CIELO
6. FC．ZCOCK
7. 指宿サッカークラブ
8. 鹿大サッカー会

2部リーグ
| Aグループ 1. 鹿児島教員足球隊 2. 市来プレミアム 3. カルチャトーレ金峰 4. T・F・C 5. K.EAST錦江 6. 霧島レッズ 7. 蒲生FC 8. 牧之原FC | Bグループ 1. FC志布志 2. 姶良FC 3. ユーカリサッカークラブ 4. N.S.T DREAMS 5. PARACIMA FC 6. 国分自衛隊サッカー部 7. FCレインディア 8. ユニオンエスペランサFC |

### 2009年
1部リーグ
1. 大隅NIFS ユナイテッドFC
2. 鹿児島銀行FC
3. 指宿サッカークラブ
4. FC．ZCOCK
5. Liberty.FC
6. FCスワローズ
7. 南さつまFCカルチャトーレ金峰
8. N・S・T DREAMS

2部リーグ
| Aグループ 1. 鹿大サッカー会 2. 牧之原FC 3. 姶良FC 4. T・F・C 5. PARACIMA FC 6. 霧島レッズ 7. BIG Small 8. 川辺サッカークラブ | Bグループ 1. A.T.CIELO 2. FC志布志 FC 3. 鹿児島教員足球隊 4. ユーカリサッカークラブ 5. 市来プレミアム 6. ユニオンエスペランサFC 7. 吹上サッカークラブ 8. ALZUA |

### 2008年
1部リーグ
1. 指宿サッカークラブ
2. FCスワローズ
3. Liberty.FC
4. N・S・T DREAMS
5. 鹿児島銀行FC
6. T・F・C
7. ユニオンエスペランサFC
8. BIG Small

2部リーグ
| Aグループ 1. FC．ZCOCK 2. A.T.CIELO 3. 牧之原FC 4. 市来プレミアム 5. 姶良FC 6. 吹上サッカークラブ 7. From Leaf 8. KFCフェローズ | Bグループ 1. 南さつまFCカルチャトーレ金峰 2. PARACIMA FC 3. ユーカリサッカークラブ 4. 鹿大サッカー会 5. 鹿児島教員足球隊 6. 垂水立志 7. 国分クラブ 8. 国分自衛隊サッカー部 |

### 2007年
1部リーグ
1. 鹿児島銀行FC
2. 指宿サッカークラブ
3. FCスワローズ
4. N・S・T DREAMS
5. ユニオンエスペランサFC
6. T・F・C
7. 鹿大サッカー会
8. From Leaf

2部リーグ
| Aグループ 1. Liberty.FC 2. ユーカリサッカークラブ 3. 牧之原FC 4. 国分クラブ 5. 吹上サッカークラブ 6. 鹿児島教員足球隊 7. FC志布志 8. 十期FC 9. 猿太彦FC | Bグループ 1. BIG Small 2. AT CIELO 3. 南さつまFCカルチャトーレ金峰 4. 姶良FC 5. PARACIMA FC 6. KFCフェローズ 7. 出水サッカークラブ 8. 鱗 |

### 2006年
1部リーグ
1. NST DREAMS
2. JR九州スワローズ
3. 指宿サッカークラブ
4. 鹿児島銀行FC
5. From Leaf
6. ユニオンエスペランサ
7. 国分クラブ
8. KFCフェローズ